# Tachygyna ursina
Tachygyna ursina är en spindelart som först beskrevs av Bishop och Crosby 1938.  Tachygyna ursina ingår i släktet Tachygyna och familjen täckvävarspindlar. Inga underarter finns listade i Catalogue of Life.